# Championnat de France de basket-ball 1977-1978
Navigation
Saison précédente Saison suivante
La saison 1977-1978 du championnat de France de basket-ball de Nationale 1 est la 56e édition du championnat de France de basket-ball. Le championnat de Nationale 1 de basket-ball est le plus haut niveau du championnat de France.

## Présentation
Seize clubs participent à la compétition. La victoire rapporte 3 points, le match nul 2 points, la défaite 1 point
La saison débute le 8 octobre 1977 et s’achève le 22 avril 1978.
Les équipes classées 13e à 16e descendent en Nationale 2.
Le tenant du titre, l'ASVEL, va tenter de gagner un 15e titre.  Avignon, Denain, Jœuf et le Racing C.F. sont les quatre équipes promues pour cette saison. Bagnolet, 13e, Jœuf, 14e, Denain, 15e et le Racing C.F., 16e sont les quatre équipes reléguées à l'issue de cette saison 1977-1978.
Le Mans remporte le championnat pour la première fois de son histoire.
L'Américain de Denain, Bob Wymbs, est le meilleur marqueur du championnat de France avec 906 points (moyenne de 32,4).
Antibes commet le moins de fautes durant ses trente rencontres, soit un total de 531 fautes et une moyenne de 17,7 fautes par rencontre.

## Clubs participants
| Clubs       | Salles (Capacités)                                                             | Villes              |
| ----------- | ------------------------------------------------------------------------------ | ------------------- |
| Antibes     | Salle Salusse Santoni (2000 places)                                            | Antibes             |
| Avignon     | Gymnase Léo Lagrange (2000 places)                                             | Avignon             |
| Bagnolet    | Stade Pierre-de-Coubertin (4200 places) & Salle Michel Saudemont (1200 places) | Paris & Bagnolet    |
| Berck       | Palais des Sports (5000 places)                                                | Berck               |
| Caen        | Palais des Sports (3000 places)                                                | Caen                |
| Challans    | Salle Michel Vrignaud (2400 places)                                            | Challans            |
| Clermont    | Maison des Sports (5500 places)                                                | Clermont-Ferrand    |
| Denain      | Salle Municipale (2500 places)                                                 | Denain              |
| Jœuf        | Salle Municipale (2500 places)                                                 | Jœuf                |
| Le Mans     | La Rotonde (6000 places)                                                       | Le Mans             |
| Monaco      | Complexe Sportif de Fontvielle (1200 places)                                   | Monaco              |
| Nice        | Salle Leyrit (1700 places)                                                     | Nice                |
| Orthez      | La Moutète (4000 places)                                                       | Orthez              |
| Roanne      | Halle André-Vacheresse (3300 places)                                           | Roanne              |
| Racing C.F. | Stade Pierre-de-Coubertin (4200 places) & Gymnase Japy (1500 places)           | Paris               |
| Tours       | Palais des Sports Robert Grenon (4000 places)                                  | Tours               |
| ASVEL       | Maison des Sports (2000 places) & Palais de Sports (10000 places)              | Villeurbanne & Lyon |

## Classement final de la saison régulière
La victoire rapporte 3 points, le match nul 2 points, la défaite 1 point. En cas d'égalité, les clubs sont départagés au point-average particulier. 